# Joan Kennedy
Joan Kennedy (* 1960) ist eine kanadische Musikerin.

## Leben
Kennedy debütierte im Jahr 1984 und stand seit 1990 bei MCA unter Vertrag. Seit 1996 veröffentlicht sie unter ihrem eigenen Label „JKP“.
In der MCA-Ära erreichten etwa ein halbes Dutzend Single-Auskoppelungen Top-Ten-Platzierungen.

## Diskografie (Alben)
- 1984 I'm a Big Girl Now
- 1985 Christmas to Remember
- 1987 Family Pride
- 1990 Candle In The Window erreichte Rang 26 der Kanadischen Country Charts
- 1992 Higher Ground erreichte Rang 24 der Kanadischen Country Charts
- 1996 A Dozen Red Roses
- 2015 My Roots Live At The Hall [2]